# Lothar Gaa
Lothar Gaa (* 30. März 1931 in Plankstadt; † 16. Mai 2022) war ein deutscher Politiker der CDU und Rechtsanwalt. Von 1968 bis 1984 war er Abgeordneter des Landtags von Baden-Württemberg, von 1976 bis 1980 Vizepräsident und von 1980 bis 1982 Präsident des Landtags von Baden-Württemberg.

## Leben und Beruf
Gaa besuchte das Realgymnasium in Schwetzingen, wo er 1951 das Abitur ablegte. Anschließend studierte er Rechtswissenschaft und Betriebswirtschaft an den Universitäten in Heidelberg und Freiburg. Seit 1952 war er Mitglied der katholischen Studentenverbindung WKStV Unitas Heidelberg im UV. 1959 legte er seine Staatsprüfung ab und promovierte 1960 an der Universität Heidelberg zum Dr. iuris utriusque mit der Dissertation Die Verfügungsbefugnis der Ehegatten im gesetzlichen Güterstand der Zugewinngemeinschaft. Im Anschluss daran eröffnete er eine Anwaltskanzlei in Schwetzingen. Nebenbei erhielt er einen Lehrauftrag an der Universität Konstanz für Staats- und Parlamentsrecht.
Gaa führte zusammen mit seinem Sohn Meinhard Gaa und zwei weiteren Juristenkollegen die von ihm 1960 gegründete Anwaltskanzlei in Schwetzingen weiter. Die Kanzlei ist auf Arbeits-, Immobilien- und Wirtschaftsrecht spezialisiert und vertritt vorwiegend mittelständische Unternehmen und Immobilienfonds.
Als Kirchenmusiker spielte er über 70 Jahre lang Orgel in verschiedenen Kirchen der Umgebung.
Gaa war seit 1959 verheiratet und hatte eine Tochter und einen Sohn. Er starb am 16. Mai 2022 im Alter von 91 Jahren, seine letzte Ruhestätte fand er auf dem Friedhof in Schwetzingen.

## Partei und Ämter
Schon seit 1950 engagierte sich Gaa auch politisch und trat in die Junge Union ein, deren Landesvorsitzender in Nordbaden er ab 1956 für zehn Jahre war. Seit 1952 war er auch CDU-Mitglied, er wurde Vorsitzender des Ortsverband Schwetzingen und 1973 stellvertretender Vorsitzender im Rhein-Neckar-Kreis. 1965 erhielt er ein Mandat im Gemeinderat der Stadt Schwetzingen, das er nach seiner Wahl zum Landtagspräsidenten im Juni 1980 aufgab.
1968 wurde Gaa als Abgeordneter in den Landtag von Baden-Württemberg gewählt, in dem er ab 1972 für vier Jahre dem Ständigen Ausschuss vorstand. Der Landtag wählte Gaa 1969 zum Mitglied der fünften Bundesversammlung, die Gustav Heinemann zum Bundespräsidenten wählte. 1976 wurde Gaa zum Stellvertretenden Landtagspräsidenten gewählt, und vier Jahre später wählte ihn der Landtag als Nachfolger des nicht mehr kandidierenden Erich Ganzenmüller zu seinem Präsidenten. In der Folgezeit kam es zu Unstimmigkeiten über Gaas Aktivitäten im Zusammenhang mit Bauaufträgen an die Bauträgergesellschaft SÜBA, die Gaa im September 1982 veranlassten, sein Präsidentenamt aufzugeben. Eine vom Landtag eingesetzte Untersuchungskommission bescheinigte Gaa jedoch, in keiner Weise fehlerhaft gehandelt zu haben. Am 20. September 1982 wählte der Landtag Erich Schneider zu seinem Nachfolger. Gaa behielt sein Abgeordnetenmandat bis 1984. Dann verzichtete er auf eine erneute Landtagskandidatur. Seitdem widmete er sich wieder intensiv seiner Anwaltstätigkeit. Zum Ende des Jahres 2020 trat er in den Ruhestand.
Im Juni 2008 erschien, 40 Jahre nach seiner ersten Wahl, Gaas Autobiographie mit dem Titel Abgeordneter für alle, seinem früheren Wahlkampfmotto, in der er seinen politischen Werdegang ebenso wie wichtige Aspekte seines Lebens außerhalb der Politik schildert.

## Ehrungen und Auszeichnungen
Lothar Gaa wurde 1978 mit dem Verdienstorden der Bundesrepublik Deutschland (Verdienstkreuz 1. Klasse) der Bundesrepublik Deutschland, 1982 mit dem Großen Verdienstkreuz und 1987 mit der Verdienstmedaille des Landes Baden-Württemberg ausgezeichnet.
1987 wurde er von Kardinal-Großmeister Maximilien de Fürstenberg zum Ritter des Ritterordens vom Heiligen Grab zu Jerusalem ernannt und am 17. Oktober 1987 durch Kardinal Franz Hengsbach, Großprior des Ordens, investiert. Er war zuletzt Komtur des Päpstlichen Ritterordens.
Im Juni 2023 wurde zu Ehren Gaas in seinem Geburtsort Plankstadt an einer Mauer, die den westlich des Rathauses gelegenen, neu gestalteten Garten der Freundschaft zur Wilhelmstraße abgrenzt, eine Gedenktafel angebracht.

## Veröffentlichungen
- Lothar Gaa: Abgeordneter für alle. regionalkultur, Ubstadt-Weiher 2008, ISBN 978-3-89735-535-4.